# Hated: GG Allin and the Murder Junkies
Hated é um documentário de 1994 dirigido por Todd Phillips sobre a vida de G.G. Allin, um vocalista de punk rock, cuja carreira foi bruscamente encerrada por uma overdose de drogas em 1993. Allin era conhecido por sua atitude infame, pelo comportamento imoral, pelo abuso de drogas, álcool, violência psicológica, e, principalmente, por seus caóticos e impressionantes shows, recheados por sua postura indecente (aparecer nu no show era algo comum para ele), defecar no palco, linguagem obscena, entre outras coisas.
O documentário inclui show, ensaios e entrevistas com Allin, mostrando também entrevistas com os membros de sua banda, amigos, depreciadores e fãs dedicados. O documentário mostra também a estranha vida em família de G.G. Allin (com seu pai fanático religioso) em Vermont. O documentário mostra também G.G. Allin cabriolando durante uma festa, defecando durante os shows, mutilando a si mesmo e abusando da plateia. Uma aparência de G.G. Allin no talk show de Geraldo Rivera e cenas de seu funeral e de seu corpo também foram inclusos.
"Hated" foi lançado em DVD em dezembro de 1999. Ele traz também uma sessão de ensaio da banda que, aparentemente, foi o último show de G.G. Allin, em Nova Iorque, na tarde pouco antes de sua morte.
"Hated" foi relançado em 2007. As primeiras 5.000 cópias vieram com tatuagem temporárias (também chamadas de hena) baseada em uma tatuagem de verdade que G.G. Allin realmente tinha.